# Ingrid Kretschmer
Ingrid Erika Kretschmer née le 22 février 1939 à Linz et morte le 22 janvier 2011 dans la même ville, est une géographe et cartographe autrichienne. D'abord cartographe de nombreux ouvrages d'importance, comme Österreichischer Volkskundeatlas (de), elle est ensuite professeure à l'université de Vienne où elle mène de nombreuses recherches sur l'histoire de la cartographie. Personnalité reconnue dans le milieu de la cartographie, ses travaux sont récompensés de la médaille Mercator (de).

## Biographie
Ingrid Kretschmer naît le 22 février 1939 à Linz. Son père est ingénieur et elle perd sa mère des suites de l'accouchement du troisième enfant de la fratrie, lorsqu'elle a six ans. Elle s'occupe donc de son frère et de sa sœur durant son enfance.
Elle étudie la géographie et l'ethnologie des cultures populaires à l'université de Vienne. Sa thèse porte sur La carte thématique en tant que forme d'énoncé scientifique des traditions populaires avec une attention particulière aux méthodes de présentation des domaines ethnologie des cultures populaires : une enquête sur la cartographie populaire. En 1966, elle est nommée assistante universitaire lors de la création de la chaire de géographie et de cartographie de l'université de Vienne. En 1974, elle obtient son habilitation, Géographie avec une attention particulière à la cartographie et, à partir de 1975, Ingrid Kretschmer est chargée de cours en cartographie avant d'être nommée professeure d'université en 1988,. À ce poste-clé, elle forme plusieurs générations d'élèves en cartographie, et occupe une place prépondérante dans la cartographie autrichienne et internationale.

### Investissement associatif
Ingrid Kretschmer est rédactrice en chef de Geographische(n) Jahresbericht(s) aus Österreich et co-rédactrice de Wiener Schriften zur Geographie und Kartographie. Ingrid Kretschmer est présidente puis présidente honoraire de la Société géographique autrichienne. De 1995 à 2006 elle est présidente de la Commission cartographique autrichienne. Parlant parfaitement anglais, elle est directrice d'Imago Mundi à partir de 1993.

### Fin de vie
Ingrid Kretschmer prend sa retraite en 2004 mais continue à enseigner à l'université. Elle meurt en 2011 ; elle est enterrée au Cimetière Meidlinger (de),.

## Travaux
Ses recherches portent sur l'histoire de la cartographie, la cartographie thématique et la cartographie scolaire.
Ingrid Kretschmer s'occupe d'abord de travaux cartographiques, avant de diriger les atlas et ouvrages géographiques. Elle y décide des méthodes et pratiques utilisées pour leur réalisation. On lui doit la direction cartographique de l'Österreichischer Volkskundeatlas (de) pour lesquels sont loués ses talents d'organisatrice. Elle dirige le projet Atlantes Austriaci et rédige le troisième volume de l'ouvrage du même nom,. Ce travail synthétise tous les atlas publiés en Autriche. La publication de l'ouvrage, capital pour elle, Lexikon zur Geschichte der Kartographie (Dictionnaire sur l'histoire de la cartographie) remporte un vif succès dans les pays germanophones mais est ignoré du reste du paysage linguistique.
Elle apporte un grand soin à la communication auprès du public avec des expositions nationales et internationales.
Lorsqu'elle a la charge des cours de cartographie, elle élargit ses recherches à l'histoire de la cartographie. Elle s'intéresse à la cartographie de l'Afrique de l'Est et de l'Amérique du Sud par les explorateurs autrichiens, à la manière de représenter le relief, à la cartographie des Alpes orientales, à la projection de Mercator ou à l'histoire des atlas scolaires autrichiens.
Ingrid Kretschmer élargit ensuite à nouveau ses travaux, centrés sur l’ethnographie, à l'environnement.

## Hommages et distinctions
Depuis 1995, elle est membre honoraire de la Société allemande de cartographie (de) dont elle reçoit en 2004 la médaille Mercator (de). Plus haute distinction de la société, elle récompense pour ses réalisations scientifiques exceptionnelles et internationalement reconnues ainsi que ses services extraordinaires à la cartographie.
En son honneur, depuis le 3 mai 2013, un chemin dans l'arrondissement Floridsdorf porte son nom : Kretschmerweg.

## Publications
Elle est l'autrice d'environ 250 publications, dont plusieurs monographies sur des sujets cartographiques : 
- (de) Johannes Dörflinger, Descriptio Austriae : Osterreich und seine Nachbarn im Kartenbild von der Spätantike bis ins 19. Jahrhundert [« Cartographie autrichienne. L'Autriche et ses voisins sur les cartes de l'Antiquité tardive au 19e siècle »], Edition Tusch, 1977 (ISBN 3-85063-074-9 et 978-3-85063-074-0, OCLC 4879797, lire en ligne)
- (de) Ingrid Kretschmer et Johannes Dörflinger, Atlantes Austriaci : kommentierter Katalog der österreichischen Atlanten von 1561 bis 1994 [« Atlas autrichiens 1561-1918 »], Böhlau, 1995 (ISBN 3-205-98369-6, 978-3-205-98369-9 et 3-205-98395-5, OCLC 34526536, lire en ligne)
- (de) Johannes Dörflinger, Franz Wawrik, E. Tomasi et Ingrid Kretschmer, Lexikon zur Geschichte der Kartographie : von den Anfängen bis zum ersten Weltkrieg [« Dictionnaire sur l'histoire de la cartographie. Des origines à la Première Guerre mondiale »], F. Deuticke, 1986 (ISBN 3-7005-4562-2 et 978-3-7005-4562-0, OCLC 15129923, lire en ligne)